# 소네정 (후쿠오카현)
소네정 (소네마치)(曽根町)은 후쿠오카현 기쿠군에 존재했던 정이다. 1942년 5월 15일 고쿠라시에 편입되어 소멸되었다. 소네정 지역은 현재 후쿠오카현 기타큐슈시 고쿠라미나미구의 일부가 되었다. 시모조네역 주변이 구시가지이다.

## 역사
- 1889년 4월 1일 - 정촌제 시행에 의해 기쿠군 소네촌, 기리타케촌, 시바쓰촌, 구사미촌이 성립하였다.
- 1907년 6월 1일 - 기리타케촌, 시바쓰촌, 구사미촌이 대등합병해 새롭게 소네촌이 되었다.
- 1934년 4월 1일 - 정으로 승격해 소네정이 되었다.
- 1935년 6월 30일 - 집중호우로 인해 다수의 가옥이 침수되는 피해를 입었다.
- 1942년 5월 15일 - 고쿠라시에 편입되었다.